# ニード・フォー・スピード ペイバック
『ニード・フォー・スピード ペイバック』 (Need for Speed Payback) は、Ghost Gamesが開発し、エレクトロニック・アーツが販売するレースゲーム。米国では2017年11月7日に発売され、日本では2017年11月10日に発売。

## 概要
『ニード・フォー・スピード』シリーズ25作目。　　　　　　　　　　　　　　　　　　　　　　　　
舞台はアメリカの架空の地域「フォーチュンバレー」フォーチュンバレーの富の独占を目論む組織『ハウス』に復讐することを望む3人のキャラクターを操る。なお、ストーリーとは無関係に流しのレーサーと対決する、収集アイテムを集めて回るといった行動をすることも可能。
機種によってはウルトラHDが使用可能になっている。
パッケージカーは日産・スカイラインGT-R R34、シボレー・ベルエア、BMW・M5。

## ゲームモード
前作同様、キャリアモードではレースに勝って賞金を稼ぐ他にREP(名声)を集めることが重要。タイラーは「バトル」「ドラッグ」、マックは「ドリフト」「オフロード」「Speedcross(オンライン専用モード)」、ジェスは「ランナー」と6つのスタイルに分かれており、マシンのビルドスタイルによってドライバーが入れ替わる。またレース前には「サイドベット」というチャレンジがあり、挑戦した場合、レース中に提示された条件を達成すれば賞金が増額されるが、失敗すれば減額される。
本作でのチューニングはカードシステムとなっていて、イベントクリアやチューニングショップなどで手に入るカードを装備してチューニングを行い、マシンのパフォーマンスレベルを上げる。

### イベント
キャリアモードでビルドタイプごとにイベントが存在しイベント内容は主に下記の8種である。
キャリアモードで一度クリアされたイベントは再度チャレンジ可能である。
サーキットバトル
決められたラップ数だけコースを周回する。
スプリントバトル
スタート地点からゴール地点まで走るレース。
タイムトライアル
単独でコースを走行する。チェックポイント通過ごとに残りタイムが加算され、残りタイムがなくならないうちにゴールに到達すればクリア。
ドリフトトライアル
コースに沿ってドリフト走行を繰り返し、得点を稼いでいく。ドリフトを継続するとスコア倍率が上がるが、時間経過やクラッシュで倍率は下がる。ナイトロを使うと倍率がキープされる。目標のスコアを破るとクリア。マシンのパフォーマンスレベルによって目標スコアが変化する。
ドラッグレース
主にほぼ直線のコースで行われるレース。シフトは強制的にマニュアルになるため、スタート時のエンジンの回転数やベストなタイミングでのシフトチェンジが重要となる。3ラウンドもしくは5ラウンド制で、2勝(3勝)した者が勝者となる。
運び屋ミッション
制限時間内に複数のポイントを回る。ポイントを通過する順番はプレイヤーに一任される。
脱出ポイント
警察やハウスの追跡をかわしながら、制限時間内に特定の地点まで到達する。チェックポイントを通らなければならないため、警察付きのタイムトライアルと言える。
タイムトライアル同様にチェックポイントを通過するだけでなく、敵車両を破壊することでも残りタイムを回復することができる。
トラップコンテナ
各地に散在しているコンテナを拾うと始まるイベント。コンテナの出現位置はランダムで、接近することでしかマップに表示されず、また一度プレイするとその地点から消滅し、一定期間再プレイ不可。
ルールは脱出ポイントと同じだが、一部のガジェットが出現しないほか、警察をある程度引き離すとゴール地点の到達に関わらず強制的にクリアとなるが、仕様上必ずゴールの近辺まで逃走しなければ警察を振り切ることができない。
スピードクロス
アップデートで追加されたイベントで、これに参加できるのは「Speedcross」限定となる。ドリフト・スピードトラップ・ジャンプの3種類のゾーンと破壊可能なオブジェクトで構成されるコースを周回し、得点を稼いでいく。ドリフトトライアル同様に得点倍率が存在し、各ゾーンでのアクションをこなす毎に上昇し、時間経過で減少、クラッシュ時にはリセットされる。ナイトロを使うことで倍率をキープできるほか、コースに設置されているチップに触れると最大値まで上昇する。

### アクティビティ
各地に点在し、フリーローム中にいつでも挑戦できる。
スピードラン
決められたコースの平均走破速度が記録になるチャレンジ。
スピードトラップ
設置地点を高速で駆け抜けるチャレンジ。
ジャンプ
ジャンプ台からの飛距離を稼ぐチャレンジ。
ドリフトゾーン
短距離でドリフトスコアを稼ぐチャレンジ。既定のルートから極端に逸れるとその記録は無効となる。一定のオブジェクトに接触するとスコア倍率が上がる。

### 流しのレーサー（スポンテニアス・バトル）
マップ上を走っているライバルとのバトル。「シルバーシックス」「リーグ73」「1%クラブ」「ハザードカンパニー」の4チームと対戦できる。ボスを除く全てのライバルは、倒すごとにマシンレベルを上げて再び出現する。各チームのレーサーを全てのレベルで倒すとボスに挑戦可能となる。
アウトラン・バトル
スコア制でルートに従い、100ポイントリード、或いはゴールに辿り着いた方が勝利となるレース。

### スピードリスト
オンライン専用のレースモード。勝率のみ記録され、フレンドを招待できる「カジュアル」と、プレイヤーランクも変動する「ランキング」リストが存在する。また、ランキングスピードリストに参加するにはパフォーマンスレベルが275以上の車を使用しなければならない。
オンライン用のバトル、オフロード、ドリフトイベントがランダムで選ばれ、2戦目以降は投票で次のイベントを決める。5連戦で一区切りとなる。4戦目までは順位によってポイントが得られ、5戦目はそれまでに稼いだポイントの倍率が決定される。

## 登場人物

### タイラーのクルー
タイラー・モーガン
演:ジャック・ダージズ/日本語吹き替え声優:内匠靖明
本作の主人公。通称「タイ」。23歳、シルバーロックのバリオ地区出身。ストリートレースとドラッグレースを得意とする。初期の搭乗車種はスカイラインGT-R(BNR34)、クルー壊滅～再結成間はフェアレディ240ZG。
優れた走行本能の持ち主で、勝利を目指す揺るぎない意志によって、手強いレースを見せる。
幼馴染のリナから持ちかけられたギャンブラーのレゲーラ強奪計画にクルーと共に参加するも、リナの裏切りに遭い作戦は失敗、クルーも壊滅し指名手配の身となるが、ギャンブラーからはその手腕を見込まれ、身柄の保証と引き換えに対ハウスの「切り札」として働くことを受け入れる。
しかし全てが制限される生活に耐えきれず、6ヶ月後のある日独断でハウスへ潜入する。一時はリナに接近することに成功したものの、八百長レースを台無しにしたため不興を買う。そしてハウスを追放され、その身を狙われることとなるが、これをきっかけにクルーを再結成し、仲間と共に「復讐」という目標に向かって突き進む。
当初復讐の相手はリナだけに絞っており、ハウス自体には関心が無かったが、ギャンブラーや他のストリートレーサーの声を受けて、戦うことを決意する。
ショーン・マカリスター
演:デビッド・アジャラ/
タイラーの協力者の一人。通称「マック」。ロンドンのハックニー出身。ドリフト・オフロードのレースを得意とする。初期の搭乗車種はオフロードビルドのベル・エアだがクルー壊滅後にギャンブルで失ってしまう。また「マックアタック」と呼んでいるトレーラーヘッドとカーキャリアトラックを所有している。
派手で予想外のスタイルを特徴とする楽天主義なドライバー。若い頃、よからぬ仲間とのつき合いでドリフトにはまり、アメリカンドリームを追い求めてシルバーロックへ逃れてきた。
クルー壊滅後の6ヶ月はハウスのドライバーとして働いていたものの本意ではなかったらしく、タイラーの復讐には二つ返事で乗った。
自身の目標が達成した時は父親の1965年型マスタングを空輸し、ドリフト仕様へと仕上げようと考えている。
DLC(ダウンロードコンテンツ)「Speedcross(オンライン専用モード)」ではラヴからMINIのドライバーに託され、レースイベント「スピードクロス」へと参加する。
ジェシカ・ミラー
演:ジェシカ・マドセン/日本語吹き替え声優:坪井木の実
タイラーの協力者の一人。通称「ジェス」。フォーチュンバレーのマウントプロビデンス出身。富裕層、犯罪者専属の運び屋。初期の搭乗車種はM5、クルー壊滅後はS5。
常に冷静沈着で、どんな危険な状況からでも必ず脱出してみせる技量の持ち主。周囲に流されないが、友人が窮地に陥れば直ぐに助け出すことができる。裏社会の犯罪者との繋がりがある上流家庭で育ったため、親に対する反発で警察学校へ入ったものの、娯楽のためパトカーを無断使用したことで落第した。
借金があり、返済が済んだ時には運び屋から足を洗い、店を開こうと考えている。
クルー壊滅後の6ヶ月は犯罪者の逃し屋として生計を立てていた。タイラーの復讐に対しては合流を拒んだものの、過激な計画に惹かれ、「あくまでアウトローラッシュへの参加を手伝うだけ」という名目で加わった。
ギャンブラー経由で謎の依頼人の下、素性を隠してハウスへ潜入し、組織の計画を調べ上げる。
ラヴィンドラ・チョードリー
演:ラモン・ティカラム/日本語吹き替え声優:辻親八
クルーの年長メカニック。通称「ラヴ」。シンガポール出身のベンガル人。搭乗車種はオフロードビルドのビートル。空軍基地跡「エアフィールド73」に自身が所有するガレージをクルーに使わせ、マシンのチューニングに協力している。
チューニングを「芸術」と表現し、人間よりもエンジンパーツとの時間を過ごすことを好むが、3人のドライバーを家族の様な存在と思っている。シンガポール時代にチューニングショップに入り浸って蓄えた知識で、東アジアの防衛系請負企業でメカニックとしての職を得たことがある。
レゲーラ強奪計画では車両の回収を担当していたが、リナの襲撃を受け負傷する。その後一命は取り留めたものの、クルー壊滅後は足を洗いエアフィールドで整備工をしており、当初タイラーの復讐には難色を示していた。

### ハウス
シルバーロックを拠点とする巨大裏組織。ストリートレースの元締めであり、カジノや犯罪、警察を掌握している。八百長レースを浸透させ、全米最大のストリートレース「アウトローラッシュ」にも枠を広げようと目論む。
一方で警察に「キルスイッチ」と呼ばれる車の電子機器を鈍らせる装置を使用、ハウスに関わっている車に自動運転システムを導入したりなど、ストリートレース以外にもなんらかの陰謀にも関わっている。
リナ・ナヴァロ
演:ドミニク・ティッパー/日本語吹き替え声優:林真里花
裏社会の仲介屋。通称「フィクサー」。シルバーロックのバリオ地区出身。搭乗車種で仲介人時代はコルベット(C7)、幹部昇進後はP1。ストリートレース界でハウスの意志を実行しており、フォーチュンバレーでは1、2を争うほどの運転技術を持つ。タイラーとはバリオ時代からの幼馴染であるものの、彼と違ってその出自を忌避しており、当初はフォーチュンバレーからの脱出を望んでいた。
始めはタイラーのクルーに対してギャンブラーのレゲーラ強奪計画に協力的だったが、車のバイヤーがいるということでハウス側につき、タイラーと対立することとなる。
コレクター
ハウスの首領。その通称は彼が自動車の蒐集家であることから来ている。搭乗車種はNSX(NC1)。24Kの金メッキのアヴェンタドール、G63をも所有。
フォーチュンバレーの富を独占しようと企む。
ハウス上官
ハウスの仲介人の1人。タイラーのハウス潜入時の上司にしてリナの部下。搭乗車種はチャレンジャーSRT8。
タイラーの腕を試すべくストリートレースに参加させる。その実力を認めると、M5を与えると共に八百長レースの参加者として推薦した。なお本人は雇い入れたレーサーがタイラーであることを知らなかった。

### その他の人物
マーカス・ウィアー
演:ロバート・ジェームズ/日本語吹き替え声優:青山穣
素性不明のギャンブラー。通称「ギャンブラー」。搭乗車種はDB11。シルバーロックのカジノ界の頂点に君臨する存在であり、自らもまたエリュシオン・カジノのオーナーである。情報をも網羅しており、タイラーの個人情報を細かく言い当てた。
所有物であるレゲーラをタイラーのクルー(及びハウス)に強奪されたことから当初は敵視していたが、自らもカジノを巡ってハウスと対立していたことから、レゲーラの奪還を条件にタイラーの復讐に手を貸し、全米最大のストリートレース「アウトローラッシュ」への出場を命じる。
キュレーター
日本語吹き替え声優: 菅野あすか
フォーチュンバレーの海賊放送「ストリートの声」のラジオDJ。ストリートレースの情報を配信している。正体については誰にも分かっていない。
ブローカー
ジェスのイベントにおける女性依頼人。搭乗車種はパナメーラ。ハウス打倒の支援者でギャンブラーを通じてジェスに仕事を依頼する。
イベント終盤でアンダーグラウンド・ソルジャーから彼女の本名は「サマンサ」であることが明かされる。
ハッシュタイガー
「ハッシュマイスターチャンネル」の動画投稿者。マックをドリフトの達人として自らの番組に出演させる。
搭乗車種はaimgain製ボディキットを装着したドリフトビルドのBRZだが、「調整済みの車両を購入した」と語っているため車に関してはあまり詳しくないと思われる。
ラモン
ギャンブラーの部下の1人。ハウスと繋がりを持っており、タイラーのハウス潜入に協力したが、八百長レースを台無しにされたため、彼との関係は崩れる。
クロス
ストリートレーサー専門のバウンティハンター。ジェスのイベントからの通信機の音声で登場する(原語版のみで、日本語版ではカットされている)。ガロ・リヴェラに拷問紛いの尋問を行う汚職警官にウンザリした態度をとり、ロックポートへ戻りたいと語っている。
「ニード・フォー・スピード カーボン」以来の登場となる。
ウルフTFK
タイラーとナタリアの一騎討ちの視聴者。ナタリアに寄付をする。
ユーザー名の由来はクロス同様「カーボン」の登場人物であるウルフと彼のチームであるTFKから。
コバシ
原語版声優:伊川東吾
ジェスのイベントで登場。日本から来たハウスにおける要人で、ハウスが使用している技術に関わっている模様。
ジェイソン・マンロー
DLC「Speedcross」にて登場。通称「バラクーダ」。搭乗車種はQ60S。レースイベント「スピードクロス」の現チャンピオン。
6歳の頃からカートレースに出場しているため実力はあるが、チャンピオンの座を維持するために手段を選ばず、賄賂を使って相手を買収したり、雇った連中に相手のマシンを潰そうと嗾ける。

### ストリートリーグの登場チーム

#### グレイブヤードシフト
フォーチュンバレーの砂漠・山岳地帯を拠点とするグループ。メキシカンチックで「死者の日」をイメージにしており、車にはカラフルなドクロのデザインがあしらわれている。
- ラ・カトリーナ　日本語吹き替え声優:菅野あすか

「グレイブヤードシフト」の女性リーダー。搭乗車種はフェアレディ240ZG。葬儀屋一家の娘で、必ずドクロのメイクと黒装束を纏ってレースに挑んでいる。
一時タイラーに再戦の申し込みと偽り、ハウスの仕掛けた罠におびき寄せた。後にタイラーに今回の一件を詫び、もしものことがあったら手を貸すと伝えた。
- 他のメンバーと愛車
  - Azteca - Ford Roadster
  - Borges - Plymouth Barracuda
  - Calaca - Chevrolet Camaro SS
  - El Coco - Buick GNX、Volvo Amazon P130（移籍かRazorbackの間違いか、リーグ73の流しのレーサーで登場）
  - La Triste - Volvo Amazon P130
  - Maldad - Nissan Skyline 2000 GT-R
  - Venado - Ford Mustang Foxbody

#### リーグ73
フォーチュンバレー中心部「リバティー砂漠」の空軍基地跡「エアフィールド73」を拠点とするオフロードグループ。
10年前にUFOの目撃情報で有名な施設であり、その頃のチームメンバーは施設に侵入しては当局の追跡をオフロード走行で逃れていた。
ラヴ曰くエアフィールド73を度々荒らし回っていたほか、彼の試作品を破壊することもあったらしい。
- ウド・ロス

「リーグ73」のリーダー。搭乗車種はインプレッサWRXSTI。「ウド」は未確認走行物体(Unidentfied Driving Object)を表していると主張している。無骨な気質。
マックの実力を認めた後は、エアフィールドでの暴走行為を止め、彼らのハウス撲滅の意思に対し「リーグ73が力になる」と、改めて表明した。
- ナシム

「リーグ73」の女性メンバー。搭乗車種はシビックType-R(EK9)。ハウスの息が掛かった人物の1人で、マックを罠に誘き寄せるために、嘘の再戦を申し込んだ。流しのレーサーにも登場。

- 他のメンバーと愛車
  - Bell - Volkswagen Golf GTI（流しのレーサー）
  - Danny - Dodge Charger R/T
  - Friedman - Mercury Cougar
  - Gearbox - Land Rover Defender 110（流しのレーサー）
  - Hippie - Ford Mustang Boss 302
  - Razorback - Volvo Amazon P130

#### ライオットクラブ
シルバーロックの工業地区「ブームビル」を拠点とするドラッグレーサーのグループ。若い韓国系アメリカ人で編成されている。
- ビッグシスター

「ライオットクラブ」の女性リーダー。搭乗車種はドラッグビルドのマスタング(1965年製)。チームを厳しく統制している。地元に対するハウスの支配に立ち向かい、組織の忍耐力を絶えず試している。
タイラーとは倒すべき相手が一致し、レースを通じて手を貸すことを決める。
- 他のメンバーと愛車
  - Babo - Dodge Charger
  - Jae-Woo - Buick GNX
  - Mi-Sook - Nissan Silvia Spec-R Aero
  - Min-Jae - Ford Mustang Foxbody
  - Momjjang - Chevrolet Camaro SS
  - Sunny - Ford Mustang Boss 302

#### シフトロック
シルバーロック市街地を拠点とするドリフトレーサーのグループ。日本車で構成されている。インターネット上の陰謀論者コミュニティと荒らし屋から生まれた組織で、禁酒法時代の密売業者を再興すべくレースを始めた。政治活動にも関わっており、政治的抗議としてドリフトイベントを行いつつ、扇動的宣伝やパフォーマンスアートとして活用している。
- アンダーグラウンド・ソルジャー 　日本語吹き替え声優：花輪英司

「シフトロック」のリーダー。搭乗車種はR34顔のスカイラインGT-R(BNR32)、所謂「R324」なるボディキットを装着している。自身のプライバシーを徹底的に秘匿する若きハッカー。チームの発起人にして、最高軍事司令官としての役割を務めている。
ストーリーイベントでは彼との対決は無く、マックの実力を見極め、ハウス打倒に手を貸す。またブローカーの依頼でジェスと共にハウスの計画を暴く仕事を引き受ける。ブローカーからは本名の「チャーリー」で呼ばれている。その後機密データのファイルを入手したことで追われることとなり、ジェスに後を託してフォーチュンバレーから立ち去った。

#### シルバーシックス
フォーチュンバレー北東部「シルバーキャニオンカジノ」を拠点とするグループ。
かつては街を支配していたがハウスの勢力拡大に巻き込まれ壊滅、シルバーキャニオンへ敗走した6つのチームのメンバーが集結している。
- ガロ・リヴェラ　日本語吹き替え声優：斉藤次郎

「シルバーシックス」のリーダー。搭乗車種は911カレラRSR。「ガロ」はスペイン語で雄鶏を表す。タイラーとはシルバーロックのバリオ地区の同郷で彼を「チビ」と呼んでいる。ハウスへの抵抗に嫌気が差し、悪の道へと奥深く足を踏み入れ、シルバーキャニオンのストリートを支配していた。
タイラーを「チビ」と呼んでいるのはラヴが持って来たシボレーのペダルに足が届かなかったことに由来している。
- ジェイク・ポール

「シルバーシックス」のメンバーの1人。搭乗車種はフォーカスRS。実名の俳優・動画配信者で、2017年12月19日のアップデートでメンバー「ブラックマンバ」と差し替える形で登場。流しのレーサーにも登場。
- 他のメンバーと愛車
  - Black Mamba - Ford Focus RS（現在はジェイク・ポールと差し替え）
  - Cassandra - Porsche 911 Carrera S (993)（流しのレーサー）
  - Ghost - Porsche Cayman GT4
  - Morning Star - BMW M3 E92
  - Shade - BMW M2
  - Slipstream - Nissan 350Z（流しのレーサー）
  - Wildcard - Volkswagen Golf GTI Clubsport（流しのレーサー）

#### ノイズボム
日本の東京から来たドリフトレーサーのグループ。現在はフォーチュンバレーを巡行中。世界でも有数の知名度を誇り、アキ・キムラの指揮の下で米国各地を訪れ、全米のドリフトコース記録を更新し続けている。ノイズボムは「ニード・フォー・スピード プロストリート」ではイベントの名前として登場した。
- アキ・キムラ

「ノイズボム」のリーダー。搭乗車種はシルビア(S15)。「ドリフトキング」と呼ばれ、ドリフトの世界的レジェンドでもある。シルバーロックの権力闘争にはさほど興味が無く、全米の地域記録を更新し、クルーと共に高速の芸術を創造できればそれでいいと考えている。ドリフト以外には関心がない模様。
「ニード・フォー・スピード プロストリート」以来の登場となる。なおマックと彼との会話で「プロストリート」の主人公ライアン・クーパーについて言及している。
ストーリーイベントでは彼との対決は無く、マックのドリフトの実力を見極める。

#### フリーエンバーミリシア
フォーチュンバレー北部「エンバーバレー」を拠点とする女性オフロードグループ。サバイバルを信条とし、政府の陰謀論者が集う男子禁制集団。オフロードジャンプに拘るオフロードレースリーグへと成長を遂げた。
- フェイス・ジョーンズ

「フリーエンバーミリシア」の女性リーダー。搭乗車種はF-150ラプター。剛毅な生存主義者。シルバーロック郊外の荒野で育ち、自宅教育を受けた。過酷な試練を好み、クリーンな勝利より無謀なスタントを求めようとする。　　（なお、彼女のF-150ラプターは次回作ニード・フォー・スピード ヒートにて再登場を果たした。）
- 他のメンバーと愛車
  - Amelia - Mercedes-AMG A 45
  - Georgia - Mercedes-AMG G 63
  - Lizzy - Nissan Skyline GT-R V-Spec (1993)
  - Makayla - Honda Civic Type-R (2015)
  - Rissa - Ford Focus RS
  - Simone - Volvo 242 DL
  - Tiana - BMW M3 Evolution II

#### ダイヤモンドブロック
シルバーロックの砂漠地帯「ダイヤモンドブロック」を拠点とするドラッグレーサーのグループ。超富裕層で編成され、余剰資金の使い道を提供する。大半のドラッグレースは非常識、非合法そして非常に危険な場所で開催する。ハウス傘下。
- ミトコ・ヴァシレフ

「ダイヤモンドブロック」のリーダー。搭乗車種はGT-R(R35)。コロンビアに赴任中のブルガリア領事であり、シルバーロックへの休暇とドラッグレースを好む。普段は冷静で上品な物腰の男だが、一度ハンドルを握ると全てを犠牲に勝利せんと動く。
- 他のメンバーと愛車
  - Ambassador - Ford Mustang GT
  - Boss - Chevrolet Camaro Z28
  - Commodore - Mercedes-AMG GT
  - Diplomat - SRT Viper
  - Empress - BMW M5
  - Queen - BMW M4 GTS

#### 1%クラブ
フォーチュンバレー西部「マウントプロビデンス」を拠点とするグループ。御曹司の成り上がりで編成される。入団の資格は所有するクルマの末端の価格である。ハウス傘下。
- ナタリア・ノヴァ

「1%クラブ」の女性リーダー。通称「スーパーノヴァ」。搭乗車種はウアイラBC。インターネットビジネスで財を成し、今はレースの動画投稿を生きがいとしている。対戦相手に対して侮辱的な挑発を行う。
身内(視聴者)と部外者の区別が激しく、タイラーを「名無しさん」と呼ぶ。またメンバーが連敗した際にはあっさりと見切りを付けたりする。
- ティフィー3000

「1%クラブ」のメンバーの1人。搭乗車種は911 GT3 RS(991)。
ナタリア曰くフォロワーは4500万人いるとのこと。
- ジェシー(ジェシー・ウェレンズ)（英語: PrankvsPrank）

「1%クラブ」のメンバーの1人。搭乗車種はGT-R(R35)。実名の動画配信者で、ゲームの実績において提示されている。
流しのレーサーにも登場。
- 他のメンバーと愛車
  - Anastasia - Aston Martin DB11
  - De'Aaron - Lamborghini Huracán Coupé（流しのレーサー）
  - Donatella - Lamborghini Diablo SV
  - Evangeline - Chevrolet Corvette Z06（流しのレーサー）
  - Lindsay - Audi R8 V10 plus（流しのレーサー）

#### ハザードカンパニー
シルバーロックの建設作業場「アークタワー」を拠点とするオフロードのグループ。高給取りの実業家によって編成される。余剰資金をオフロードマシンにすべて投資し、究極の挑戦を求めて市外に繰り出している。ハウス傘下。
- ホルツマン

「ハザードカンパニー」のリーダー。搭乗車種はオフロードビルドのC10。建設会社社長で自他共に認めるほどのオフロード狂。コレクターの友人でもある。コレクターの命で当初はマックをハウス側に取り込もうと砕けた態度を取り、甘言を弄するも失敗。その後は敵意を露わにし立ちはだかる。
- 他のメンバーと愛車
  - Bobbi Jo - Plymouth Barracuda
  - Cletus - Porsche Panamera Turbo（流しのレーサー）
  - Dale - Chevrolet Bel Air
  - Forrest - Nissan Fairlady 240ZG（流しのレーサー、ただし車はDaleのBel Airになっている。）
  - Leanne - BMW X6 M（流しのレーサー）
  - Peach - Volkswagen Beetle（流しのレーサー）
  - Tess - Nissan Skyline 2000 GT-R

## 登場車両
本作ではフェラーリとトヨタが収録されていない。ストーリーのイベント、チャプターをクリアするごとに購入できる車が増えていく。各ビルドタイプごとに専門ディーラーで売られている。ビジュアルカスタマイズパーツは各々ビルドタイプの条件を満たさないと解禁出来ないことになっている。チューニングカードでマシンを強化できるがマシンごとに性能レベルの上限が設定されており、LV299上限車とLV399上限車の2種類が存在したが、2018年6月19日のアップデートですべての車がLV399上限となった。
| メーカー     | 車両                           | 年式 | ビルド                                                       | 上限LV | 備考欄                                                              |
| ------------ | ------------------------------ | ---- | ------------------------------------------------------------ | ------ | ------------------------------------------------------------------- |
| Acura        | RSX-S                          | 2004 | オフロード、バトル                                           | 299    |                                                                     |
| Acura        | NSX                            | 2016 | ドラッグ、バトル                                             | 399    | コレクターの所有車                                                  |
| Aston Martin | DB11                           | 2016 | ドラッグ、ドリフト、バトル                                   | 399    | ギャンブラーの所有車                                                |
| Aston Martin | Vulcan                         | 2015 | ドラッグ、ドリフト、バトル                                   | 399    |                                                                     |
| Audi         | S5 Sportback                   | 2016 | ドリフト、バトル、ランナー（初期マシン）                     | 299    |                                                                     |
| Audi         | R8 V10 plus                    | 2015 | ドラッグ、ドリフト、バトル                                   | 399    |                                                                     |
| BMW          | M2                             | 2016 | ドラッグ、ドリフト、バトル                                   | 299    | 12/19 -「M-Performance」パーツ追加                                  |
| BMW          | M3 E46                         | 2006 | ドラッグ、ドリフト、オフロード、バトル、ランナー             | 299    |                                                                     |
| BMW          | M3 E92                         | 2010 | ドラッグ、ドリフト、バトル                                   | 299    |                                                                     |
| BMW          | M4 GTS                         | 2016 | ドラッグ、ドリフト、バトル、ランナー                         | 399    | 12/19 -「M-Performance」パーツ追加                                  |
| BMW          | M5 F90                         | 2017 | ドラッグ、ドリフト、バトル、ランナー                         | 399    | 12/19 -「M-Performance」パーツ追加、 ジェスの愛車（パッケージ車両） |
| BMW          | X6 M                           | 2015 | オフロード、バトル、ランナー                                 | 399    | 12/19 -「M-Performance」パーツ追加                                  |
| Buick        | Regal GNX                      | 1987 | ドラッグ、ドリフト、バトル（初期マシン）                     | 299    |                                                                     |
| Chevrolet    | Camaro SS                      | 1967 | ドラッグ、ドリフト、バトル                                   | 299    |                                                                     |
| Chevrolet    | Camaro Z28                     | 2014 | ドラッグ、ドリフト、バトル、ランナー                         | 399    |                                                                     |
| Chevrolet    | Corvette Z06                   | 2013 | ドラッグ、ドリフト、バトル                                   | 399    |                                                                     |
| Chevrolet    | Corvette Grand Sport C7        | 2016 | ドラッグ、ドリフト、バトル                                   | 399    | リナ（仲介人時代）の愛車とフォーチュン・バレーの警察車両            |
| Dodge        | Charger R/T                    | 1969 | ドラッグ、ドリフト、オフロード、バトル、ランナー、Speedcross | 299    |                                                                     |
| Dodge        | Challenger SRT8                | 2014 | ドラッグ、ドリフト、バトル、ランナー                         | 299    |                                                                     |
| Dodge        | SRT Viper                      | 2014 | ドラッグ、ドリフト、バトル                                   | 399    |                                                                     |
| Ford         | 1932 Ford Roadster             | 1932 | ドラッグ、ドリフト、バトル                                   | 299    |                                                                     |
| Ford         | Roadster - Beck Kustoms F132   | 2009 | ドラッグ、バトル                                             | 399    | ストーリークリアで解除                                              |
| Ford         | F-150 Raptor                   | 2016 | オフロード                                                   | 299    | フェイス・ジョーンズの愛車                                          |
| Ford         | Focus RS                       | 2016 | オフロード、バトル、ランナー、Speedcross                     | 299    |                                                                     |
| Ford         | Mustang BOSS 302               | 1969 | ドラッグ、ドリフト、オフロード、バトル                       | 299    |                                                                     |
| Ford         | Mustang FoxBody                | 1990 | ドラッグ、ドリフト、バトル                                   | 299    |                                                                     |
| Ford         | Mustang GT                     | 2015 | ドラッグ、ドリフト、バトル                                   | 399    |                                                                     |
| Ford         | GT                             | 2016 | ドラッグ、ドリフト、バトル                                   | 399    |                                                                     |
| Honda        | Civic Type-R /EK9              | 2000 | オフロード、バトル                                           | 299    |                                                                     |
| Honda        | Civic Type-R /FK2              | 2016 | オフロード、バトル、ランナー                                 | 299    |                                                                     |
| Honda        | NSX Type-R                     | 1992 | ドリフト、バトル                                             | 299    |                                                                     |
| Honda        | S2000                          | 2009 | ドラッグ、ドリフト、バトル（初期マシン）                     | 299    |                                                                     |
| Jaguar       | F-Type R                       | 2016 | ドラッグ、ドリフト、バトル                                   | 399    |                                                                     |
| Koenigsegg   | Regera                         | 2015 | ドラッグ、バトル                                             | 399    | ギャンブラーの所有車・ストーリークリアで解除                        |
| Lamborghini  | Diablo SV                      | 1995 | ドラッグ、ドリフト、バトル                                   | 399    |                                                                     |
| Lamborghini  | Murciélago LP640-4 SV          | 2010 | ドラッグ、ドリフト、バトル                                   | 399    |                                                                     |
| Lamborghini  | Huracan LP 610-4               | 2015 | ドラッグ、ドリフト、バトル                                   | 399    |                                                                     |
| Lamborghini  | Aventador LP 700-4             | 2014 | ドラッグ、ドリフト、バトル                                   | 399    | コレクターの所有車                                                  |
| Land Rover   | Defender 110 Double Cab Pickup | 2016 | オフロード（初期マシン）、ランナー                           | 299    |                                                                     |
| Lotus        | Exige S                        | 2006 | ドラッグ、ドリフト、バトル                                   | 299    |                                                                     |
| Mazda        | MX-5                           | 1996 | ドラッグ、ドリフト、バトル                                   | 299    |                                                                     |
| Mazda        | MX-5                           | 2015 | ドラッグ、ドリフト、バトル                                   | 299    |                                                                     |
| McLaren      | 570S                           | 2015 | ドラッグ、ドリフト、バトル                                   | 399    |                                                                     |
| McLaren      | P1                             | 2013 | ドラッグ、ドリフト、バトル                                   | 399    | リナの愛車                                                          |
| Mercedes-AMG | A45                            | 2016 | ドラッグ、オフロード、バトル、ランナー                       | 299    |                                                                     |
| Mercedes-AMG | G63                            | 2016 | オフロード、ランナー                                         | 299    | コレクターの所有車                                                  |
| Mercedes-AMG | GT                             | 2015 | ドラッグ、ドリフト、バトル                                   | 399    |                                                                     |
| Mercury      | Cougar XR-7                    | 1968 | ドラッグ、ドリフト、オフロード、バトル                       | 299    |                                                                     |
| Mitsubishi   | Lancer Evolution IX MR         | 2006 | オフロード、バトル、ランナー                                 | 399    |                                                                     |
| Nissan       | 180SX Type X                   | 1996 | ドラッグ、ドリフト、バトル                                   | 299    |                                                                     |
| Nissan       | Silvia Spec-R                  | 2002 | ドラッグ、ドリフト、バトル                                   | 299    | アキ・キムラの愛車                                                  |
| Nissan       | 350Z                           | 2008 | ドラッグ、ドリフト、バトル、Speedcross                       | 299    |                                                                     |
| Nissan       | Skyline GT-R V-Spec /R32       | 1993 | ドラッグ、ドリフト、オフロード、バトル                       | 299    | アンダーグラウンド・ソルジャーの愛車                                |
| Nissan       | Skyline GT-R V-Spec /R34       | 1999 | ドラッグ、ドリフト、バトル                                   | 299    | タイラーの愛車（パッケージ車両）                                    |
| Nissan       | GT-R Premium                   | 2017 | ドラッグ、ドリフト、バトル                                   | 399    | ミトコ・ヴァシレフの愛車                                            |
| Pagani       | Huayra BC                      | 2016 | ドラッグ、バトル                                             | 399    | ナタリア・ノヴァの愛車                                              |
| Porsche      | 911 Carrera RSR 2.8            | 1973 | ドラッグ、ドリフト、オフロード、バトル                       | 399    | ガロ・リヴェラの愛車                                                |
| Porsche      | 911 Carrera S(993)             | 1996 | ドリフト、バトル、ランナー                                   | 299    |                                                                     |
| Porsche      | 911 Carrera S(991)             | 2014 | ドリフト、バトル、ランナー                                   | 299    |                                                                     |
| Porsche      | 911 GT3 RS(991)                | 2015 | ドラッグ、ドリフト、バトル                                   | 399    |                                                                     |
| Porsche      | 918 Spyder                     | 2013 | ドラッグ、バトル                                             | 399    |                                                                     |
| Porsche      | Cayman GT4                     | 2015 | ドラッグ、バトル                                             | 399    |                                                                     |
| Porsche      | Panamera Turbo(971)            | 2017 | オフロード、バトル、ランナー                                 | 399    | ブローカーの愛車                                                    |
| Subaru       | BRZ                            | 2014 | ドリフト、オフロード、バトル                                 | 299    |                                                                     |
| Subaru       | IMPREZA WRX STI                | 2010 | オフロード（初期マシン）、バトル、ランナー                   | 299    | ウド・ロスの愛車                                                    |
| Volkswagen   | Golf GTi                       | 1976 | オフロード、バトル（初期マシン）                             | 299    |                                                                     |
| Volkswagen   | Golf GTI Clubsport             | 2016 | オフロード、バトル                                           | 299    |                                                                     |

### アップデートにより追加されたマシン
「Speedcross」-2017年12月19日配信
| メーカー | 車両                         | 年式 | ビルド                                                       | 上限LV | 備考欄               |
| -------- | ---------------------------- | ---- | ------------------------------------------------------------ | ------ | -------------------- |
| Infiniti | Q60 S                        | 2017 | ドラッグ、ドリフト、オフロード、バトル、ランナー、Speedcross | 399    | バラクーダの愛車     |
| MINI     | John Cooper Works Countryman | 2018 | ドラッグ、ドリフト、オフロード、バトル、ランナー、Speedcross | 399    | Speedcross初期マシン |

「Castrol」-2018年3月20日配信
DB5、Firebirdは「スーパービルド」が可能。
| メーカー     | 車両                     | 年式 | ビルド                                           | 上限LV | 備考欄                         |
| ------------ | ------------------------ | ---- | ------------------------------------------------ | ------ | ------------------------------ |
| Aston Martin | DB5                      | 1964 | ドラッグ、ドリフト、オフロード、バトル、ランナー | 399    |                                |
| Nissan       | Skyline GT-R V-Spec /R34 | 1999 | バトル                                           | 399    | エディー仕様(ドレスアップ不可) |
| Pontiac      | Firebird Trans Am        | 1977 | ドラッグ、ドリフト、オフロード、バトル、ランナー | 399    |                                |

「6月アップデート」-2018年6月19日配信
| メーカー   | 車両                  | 年式 | ビルド                               | 上限LV | 備考欄 |
| ---------- | --------------------- | ---- | ------------------------------------ | ------ | ------ |
| Alfa Romeo | Giulia Quadrifoglio   | 2015 | ドラッグ、ドリフト、バトル、ランナー | 399    |        |
| Chevrolet  | Colorado ZR2          | 2015 | オフロード、バトル、ランナー         | 399    |        |
| Rand Rover | Range Rover Sport SVR | 2015 | オフロード、バトル、ランナー         | 399    |        |

### リサイクルマシン/放置車両(掘り出し物)

#### リサイクルマシン
イベントをクリアし、在りかを聞き出したうえでシャーシを発見し、各地に散らばっている廃品パーツを収集することで利用可能。
一定の条件を満たせばディーラーショップでの購入も可能になる。リサイクルマシンの特徴としては、完成時の一度きりだが全てのビルドタイプを選択可能なほか、性能レベル上限はすべてLV399である。パフォーマンスレベルが300に到達すると 「スーパービルド」として大幅に外装を変えることが可能。
| メーカー   | 車両                | 年式 | ビルド                                                       | 上限LV | 備考欄                         |
| ---------- | ------------------- | ---- | ------------------------------------------------------------ | ------ | ------------------------------ |
| Chevoret   | Bel Air             | 1955 | ドラッグ、ドリフト、オフロード、バトル、ランナー、Speedcross | 399    | マックの愛車（パッケージ車両） |
| Chevoret   | C10 Stepside Pickup | 1964 | ドラッグ、ドリフト、オフロード、バトル、ランナー、Speedcross | 399    | ホルツマンの愛車               |
| Nissan     | Fairlady 240ZG      | 1971 | ドラッグ、ドリフト、オフロード、バトル、ランナー、Speedcross | 399    | ラ・カトリーナの愛車           |
| Ford       | Mustang             | 1965 | ドラッグ、ドリフト、オフロード、バトル、ランナー、Speedcross | 399    | ビッグシスターの愛車           |
| Volkswagen | Beetle              | 1963 | ドラッグ、ドリフト、オフロード、バトル、ランナー、Speedcross | 399    | ラヴの愛車                     |

#### 放置車両
2017年12月19日のアップデートで放置車両が追加され、フォーチュンバレー各地に散らばっているマシンに乗り換え、警察の追走を逃れることで手に入れられ、ディーラーショップでの購入も可能になる。放置車両は数週間で順次配信されそれぞれ1週間の制限時間が設けられる。2018年6月19日のアップデートよりストリートリーグのボス専用車、特別なプリセットラップの専用車、警察車両に置き換わり、通常のディーラーショップで購入可能となる。
2018年12月19日-
| メーカー | 車両                      | 年式 | ビルド                                           | 上限LV | 備考欄 |
| -------- | ------------------------- | ---- | ------------------------------------------------ | ------ | ------ |
| BMW      | M3 Evolution II E30       | 1988 | ドラッグ、ドリフト、オフロード、バトル、ランナー | 399    |        |
| Mazda    | RX-7 Spirit R             | 2002 | ドラッグ、ドリフト、オフロード、バトル、ランナー | 399    |        |
| Nissan   | Skyline 2000 GT-R /KPGC10 | 1971 | ドラッグ、ドリフト、オフロード、バトル、ランナー | 399    |        |
| Plymouth | Barracuda                 | 1970 | ドラッグ、ドリフト、オフロード、バトル、ランナー | 399    |        |
| Volvo    | 242 DL                    | 1975 | ドラッグ、ドリフト、オフロード、バトル、ランナー | 399    |        |
| Volvo    | Amazon P130               | 1967 | ドラッグ、ドリフト、オフロード、バトル、ランナー | 399    |        |

2018年6月19日-（順番は追加順）
| メーカー     | 車両                                           | 年式 | ビルド     | 上限LV | 備考欄                                                           |
| ------------ | ---------------------------------------------- | ---- | ---------- | ------ | ---------------------------------------------------------------- |
| Rand Rover   | Defender 110 "Shark Attack"                    | 2016 | オフロード | 399    | シャークアタック仕様(ドレスアップ不可)                           |
| Ford         | Crown Victoria CVPI                            | 2008 | バトル     | 365    | フォーチュン・バレーの警察車両(ペイント、車高、ドレスアップ不可) |
| Nissan       | Fairlady 240ZG "La Catrina"                    | 1971 | バトル     | 399    | ラ・カトリーナの仕様(ドレスアップ不可)                           |
| Subaru       | Impreza WRX STI "Udo Roth"                     | 2010 | オフロード | 399    | ウド・ロス仕様(ドレスアップ不可)                                 |
| Ford         | Mustang "Big Sister"                           | 1965 | ドラッグ   | 399    | ビッグシスター仕様(ドレスアップ不可)                             |
| Nissan       | Skyline GT-R V-Spec /R32 "Underground Soldier" | 1993 | ドリフト   | 399    | アンダーグラウンド・ソルジャー仕様(ドレスアップ不可)             |
| Porsche      | 911 Carrera RSR 2.8 ""Gallo" Rivera"           | 1973 | バトル     | 399    | ガロ・リヴェラ仕様(ドレスアップ不可)                             |
| Ford         | F-150 SVT Raptor "Faith Jones"                 | 2016 | オフロード | 399    | フェイス・ジョーンズ仕様(ドレスアップ不可)                       |
| Nissan       | Silvia Spec-R Aero "Aki Kimura"                | 2002 | ドリフト   | 399    | アキ・キムラ仕様(ドレスアップ不可)                               |
| Pagani       | Huayra BC "Natalia Nova"                       | 2016 | バトル     | 399    | ナタリア・ノヴァ仕様(ドレスアップ不可)                           |
| Nissan       | 350Z "Rachel Teller"                           | 2008 | バトル     | 399    | レイチェル・テラー(UG2)仕様(ドレスアップ不可)                    |
| Nissan       | GT-R Premium "Mitko Vasilev"                   | 2017 | ドラッグ   | 399    | ミトコ・ヴァシレフ仕様(ドレスアップ不可)                         |
| Chevoret     | C10 Stepside Pickup "Holtzman"                 | 1964 | オフロード | 399    | ホルツマン仕様(ドレスアップ不可)                                 |
| BMW          | M3 E46 "Most Wanted"                           | 2006 | バトル     | 399    | モスト・ウォンテッド仕様(ドレスアップ不可)                       |
| Ford         | 1932 Ford Roadster "Reaper"                    | 1932 | ドラッグ   | 399    | リーパー仕様(ドレスアップ不可)                                   |
| DODGE        | Challenger SRT8 "Cold Rim"                     | 2014 | ドリフト   | 399    | コールドリム仕様(ドレスアップ不可)                               |
| Mercedes-AMG | G63 "Santa Claus"                              | 2016 | ランナー   | 399    | サンタクロース仕様(ドレスアップ不可)                             |
| Lamborghini  | Diablo SV "2019"                               | 1995 | バトル     | 399    | 2019年仕様(ドレスアップ不可)                                     |
| Lotus        | Exige S "Love Mobile"                          | 2006 | バトル     | 399    | ラブモービル仕様(ドレスアップ不可)                               |
| Jaguar       | F-Type R "Lucky"                               | 2016 | バトル     | 399    | ラッキー仕様(ドレスアップ不可)                                   |
| Volkswagem   | Beetle "Dude"                                  | 1963 | バトル     | 399    | デュード仕様(ドレスアップ不可)                                   |

### 一般車

#### アザーカー
コース上を走行している、プレイヤー以外の車両。NPC専用。
- BMW 1 Series Coupe (2007年)
- BMW 3 Series Coupe (2006年)
- Ford F-150 (2013年)
- Chevrolet Express (2006年)
- GMC Topkick (2009年)
- Dodge Caliber (2007年)
- Ford Crown Victoria (2008年)
- Ford Explorer (2011年)
- Infiniti G35 (2005年)
- Lincoln Town Car Stretched Limousine

#### パトカー
フォーチュン・バレーの警察車両。NPC専用(ただし、Crown Victoria CVPIのみ放置車両として追加)。
- Ford Crown Victoria CVPI (2008年)
- Chevrolet Corvette Grand Sport C7 (2016年)
- Chevrolet Express Police Van (2006年)
- Dodge Charger SRT8 (2012年)

## EA TRAX
1. A$AP Ferg - Trap and a Dream feat.Meek Mill
2. Action Bronson - The Choreographer
3. Barns Courtney - Kicks
4. Bite the Buffalo - Enemies
5. Bonobo - Kerala
6. Chase & Status and Blossoms - This Moment
7. DJ Shadow & Nas - Systematic
8. Duckwrth - MICHUUL.
9. Flowdan - Original Ragamuffin feat.Wiley
10. Formation - Buy and Sell
11. Goodbye June - Liberty Mother
12. Gorillaz - Ascension feat.Vince Staples
13. Haikaiss - Raplord feat.Jonas Bento
14. Ho99o9 - City Rejects
15. Jacob Banks - Unholy War
16. Jaden Smith - Watch Me
17. K.Flay - Black Wave
18. Kano - 3 Wheel-Ups feat.Wiley and Giggs
19. Kontra K - Power
20. Lethal Bizzle - I Win feat.Skepta
21. Lil’ Kleine - Kleine Jongen
22. Local Natives - Dark Days (Sofi Tukker Remix)
23. Mondo Cozmo - 11 Acre
24. Nothing but Thieves - I Was Just A Kid
25. Ohana Bam - Rebels
26. Otherkin - Bad Advice
27. P.O.S - Gravedigger
28. Queens of the Stone Age - The Way You Used To Do
29. Rae Sremmurd - Perplexing Pegasus
30. RAT BOY - BOILING POINT
31. Royal Blood - Lights Out
32. Run the Jewels - Panther like a Panther (Miracle Mix) feat.Trina
33. Salmo - Daytona
34. SHREDDERS - Flipping Cars
35. Skepta & Goldie - Road Trip
36. SOHN - Hard Liquor
37. Spoon - Pink Up
38. Stormzy - Return of the Rucksack
39. SUR - Lean Back
40. Syd Arthur - Evolution
41. Ten Tonnes - Silver Heat
42. The Amazons - In My Mind
43. Tom Morello feat.Leikeli47 - Roadrunner
44. Tom Walker - Play Dead (Avelino x Raf Riley Remix)
45. Warbly Jets - Fast Change
46. Watt - Burning Man feat.Post Malone
47. X Ambassadors - The Devil You Know

## アップデート
- 「Speedcross」
  - 実施日は2017年12月19日。Deluxe Editionを購入(もしくはインストール)した場合はSpeedcrossパックが無料になる。
  - 新イベント「Speedcross」が開催され、マシンのビルドタイプに「Speedcross」が追加される。
  - 新車種にMini John Cooper Works CountrymanとInfiniti Q60 Sが追加。放置車両第一弾としてMazda RX-7 Spirit Rが追加される。他のマシンも数週間で登場。
  - BMWの一部のマシンに「M Performance」ビジュアルカスタマイズパーツが追加される。
  - スピードリストに「ドリフトラン」が追加される。
  - Logitech製ステアリングコントローラーへの対応。
- 「Alldrive」
  - 実施日は2018年2月13日。
  - オンラインフリーラン「Alldrive: Hangouts」が実施。
  - チューニングシステムの新機能「キャッチアップパック」が登場。各パックを購入することでマシンの強化ペースを早めることが可能となる。
  - 新色のアンダーネオン、タイヤスモークが追加。
  - 使用していないスピードカードの一斉売却・交換機能の追加。
  - スナップショット・プロモード、フロントメニューの改良。
- 「Castrol」
  - 実施日は2018年3月20日。
  - オンラインフリーランにアクティビティが実装。
  - 新イベント「Castrolのチタニウムトライアル」が開催される。
  - 新車種にAston Martin DB5とPontiac Firebird Trans Amが追加。
  - Land Rover Range Rover Sport SVRがイベント専用車として追加。
  - 「Need for Speed(2015)」と「Need for Speed Payback」の両方をプレイしたプレイヤーに、エディーのR34が配布される。上限レベルは399。
  - トラップコンテナのチェックポイント撤廃。
  - バグ対応、修正と改善。
- 「6月アップデート」
  - 実施日は2018年6月19日。
  - 全車種の上限レベルが399に上昇。
  - DLCマシンパックの新車種にAlfa Romeo Giulia Quadrifoglio、Chevrolet Colorado ZR2、Land Rover Range Rover Sport SVRが追加。
  - オンラインにクイックレースとチャットウィールの追加。
  - 全てのストリートリーグのボス専用車が放置車両として追加。これまでの放置車両は全車ディーラーに追加予定。
  - クラクションに4種類の警察サイレン、新色のネオン(マルチカラーアンダーネオン)が追加。
  - Fifteen 52、3SDM、HREのそれぞれ8種類の新リム追加。
  - プリセットラップのスロット上限が50から100に増加。
  - スピードリストのスタート時に衝突判定が一時停止。
  - UI表示の切り替え。

## 日本語吹き替え声優
- 四宮豪
- 高橋英則
- 岡井カツノリ
- 寸石和弘
- 桂一雅
- 辻井健吾
- 三木美
- 佐久間元輝
- 森尾ナオアキ
- 大塚さと
- 柚木尚子
- 長谷川俊介
- 菅野拓也
- 岩下読男
- 最上嗣生
- 橘U子
- 有賀由衣
- 有賀由樹子